# تیاگو آپولونیا
تیاگو آپولونیا (انگلیسی: Tiago Apolónia؛ زادهٔ ۲۸ ژوئیهٔ ۱۹۸۶) یک بازیکن تنیس روی میز اهل پرتغال است.
وی در مسابقات کشوری و بین‌المللی در مجموع برنده ۲ مدال طلا، ۴ مدال برنز شده‌است.